# 阮春溫
阮春温（越南语：／，1830年—1889年10月24日），號玉堂（越南语：／），越南反对法国殖民统治的革命家。

## 生平
阮春溫是乂安省演州府東城縣蔡舍總良田社文獻村（今乂安省演州縣演蔡社）人，明命十一年（1830年）出生。嗣德二十年（1867年），考中舉人。嗣德二十四年（1871年），考中第三甲同進士出身。初授翰林院編修、署理廣寧知府，後任平定督学。嗣德二十八年（1875年），升任監察御史，又改任禮科掌印、出領平順按察使和廣義按察使，後為刑部辦理。當時廣義省民上書請求阮春溫留任，嗣德帝不許，但下令將此事登記入冊，以示勸勉。
阮春溫在擔任廣寧知府期間，有案情未能了結。嗣德帝派其前往廣平處理此事。當時法軍進攻北圻，阮春溫因上疏密議北圻事情遭革職處罰。不久又起復為侍講，領廣平督學。
咸宜元年（1885年），尊室说奉咸宜帝逃离顺化，发起勤王运动，反对法国的殖民统治。阮春温与山防使黎允迓一起，以乂安、河静两省之兵起兵响应，给殖民政府造成了很大威胁。同庆帝要求他投降，并承诺要将他官复原职，但他拒绝归顺。
同慶二年（1887年），阮春温被俘，下狱论罪。成泰元年十月初一日（1889年10月24日），阮春溫死于狱中。

## 作品
阮春溫著有《玉堂詩集》。